# Leptostigma longiflorum
Leptostigma longiflorum är en måreväxtart som först beskrevs av Paul Carpenter Standley, och fick sitt nu gällande namn av Francis Raymond Fosberg. Leptostigma longiflorum ingår i släktet Leptostigma och familjen måreväxter. Inga underarter finns listade i Catalogue of Life.